# Bolechy
Bolechy (německy Wullachen) jsou samota a katastrální území o rozloze 10,48 km², součást města Vyšší Brod v okrese Český Krumlov. Do poloviny 20. století byly Bolechy obcí.

## Historie
První písemná zmínka o sídle je v urbáři z přelomu 14. a 15. století. Sídlo je však zřejmě starší. Bývala zde rychta pro rozsáhlé území. Od poloviny 19. století do poloviny 20. století byly Bolechy samostatnou obcí. Součástí této obce byly malé osady Boršov, Březovice, Dobrá Voda, Dolní Jílovice, Dvorečná, Hodslav (2. díl), Hradový, Kleštín (2. díl), Kramolín, Kyselov, Lopatné, Loučovice a Valkounov. Místní národní výbor Bolechy měl po druhé světové válce sídlo v Loučovicích. V roce 1950 byly Bolechy osadou obce Loučovice. V dalších letech Bolechy jakožto správní jednotka zanikly, resp. se staly součástí obce Vyšší Brod. Jednotlivé osady a katastrální území se staly součástí Vyššího Brodu, Loučovic a Lipna nad Vltavou.

## Obyvatelstvo
|           | 1869 | 1880 | 1890 | 1900 | 1910 | 1921 | 1930 | 1950 |
| --------- | ---- | ---- | ---- | ---- | ---- | ---- | ---- | ---- |
| Obyvatelé | 50   | 31   | 35   | 29   | 34   | 23   | 28   | 21   |
| Domy      | 7    | 5    | 4    | 4    | 4    | 4    | 4    | 3    |